# پو (نرم‌افزار)
پو (به انگلیسی: Poe) (Platform for Open Exploration) سرویسی است که توسط کورا توسعه یافته و در دسامبر ۲۰۲۲ راه اندازی شده‌است. پو به کاربران این امکان را می‌دهد که از طیف وسیعی از ربات‌های هوش مصنوعی که بر روی مدل‌های زبان بزرگ ساخته شده‌اند، از جمله مدل‌های چت‌جی‌پی‌تی و اوپن‌ای‌آی، سؤال بپرسند و پاسخ خود را دریافت کنند. این نرم‌افزار همچنین دارای حق اشتراکی است که به کاربران این امکان را می‌دهد که از جی‌پی‌تی فور و سایر مدل‌ها با محدودیت‌های کمتر استفاده کنند.

## تاریخچه
پو برای اولین بار در ۲۱ دسامبر ۲۰۲۲ در آی‌اواس راه اندازی شد و در قالب یک برنامه پیام متنی به کاربران اجازه داد تا به‌طور جداگانه با ربات‌ها چت کنند. این سرویس در ۴ فوریه ۲۰۲۳ در دسترس عموم قرار گرفت. در ۴ مارس ۲۰۲۳ امکان استفاده از طریق مرورگرهای دسکتاپ فراهم شد.

## چت‌بات‌های پشتیبانی شده
- اوپن‌ای‌آی
  - Assistant (که قبلاً با نام Sage شناخته می‌شد) - مجهز به gpt-3.5-turbo (بدون محدودیت)
  - جی‌پی‌تی ۴ (با محدودیت برای کاربرانی که اشتراک ندارند)
  - چت‌جی‌پی‌تی – مجهز به gpt-3.5-turbo (بدون محدودیت)
  - ChatGPT-16k - مجهز به gpt-3.5-turbo-16k (برای کاربرانی که اشتراک ندارند در دسترس نیست)
  - GPT-4-32k - پشتیبانی شده توسط gpt-4-32k (برای کاربرانی که اشتراک ندارند در دسترس نیست)
- آنتروپیک
  - Claude-2-100k (با محدودیت برای کاربرانی که اشتراک ندارند)
  - Claude-instant
  - Claude-instant-100k (با محدودیت برای کاربرانی که اشتراک ندارند)
- متا
  - لاما -2-7b
  - لاما-2-13b
  - لاما-2-70b
- گوگل
  - پالم